# Piasecki HRP Rescuer
Piasecki HRP Rescuer — военно-транспортный вертолёт США. Разработан конструктором Фрэнком Пясецким (Frank Piasecki), производился предприятием Piasecki Aircraft c 1947 по 1949 годы. Выпускался в нескольких вариантах под разными обозначениями. Выпущено около 30 вертолётов.

## Разработка. Конструкция вертолёта
Прототип вертолёта (PV-3) выполнил первый полёт в марте 1945 года в рамках контракта компании с ВМС США. Так как контракт предусматривал создание транспортной машины, Пясецкий выбрал для вертолёта продольную схему, имеющую ряд преимуществ по сравнению с одновинтовой схемой (больший диапазон центровок, объём грузовой кабины). Вертолёт был оснащен одним поршневым двигателем Pratt & Whitney R-1340-AN-1 мощностью 600 л.с, расположенным в центральной секции фюзеляжа: крутящий момент на несущие винты передавался через длинные валы. Существовали опасения схлёстывания винтов: для того, чтобы гарантированно избежать такой аварии, фюзеляж вертолёта был выполнен изогнутым (из-за такой необычной формы вертолет получил прозвище «Летающий банан»). Два таких прототипа получили обозначение XHRP-1.

## Использование
Будучи первым специализированным транспортным вертолётом США (вместимость 8-10 человек, грузоподъемность-907 кг), HRP-1 был быстро принят на вооружение. Первый HRP-1 Rescuer выполнил полёт 15 августа 1947, затем последовала серия из десяти машин, последний выпущен в 1949. ВМС США приобрел двадцать машин (большинство из них было передано впоследствии Корпусу морской пехоты и береговой охране). Ещё три были заказаны береговой охраной позже и обозначались HRP-1G. В июне 1948 была разработана улучшенная модификация с металлической обшивкой фюзеляжа- 5 машин были заказаны береговой охраной и обозначались HRP-2; они использовались в спасательных операциях. Девять машин HRP-1 испытывались в качестве транспорта для высадки морского десанта.
В ходе эксплуатации обнаружились следующие проблемы HRP-1: несовершенство механических передач, рассоединение элементов креплений из-за вибрационных нагрузок. Опыт эксплуатации вертолёта был учтён в создании следующих, более удачных машин, таких как Piasecki H-21.

## Модификации, обозначения
- PV-3 — первый прототип

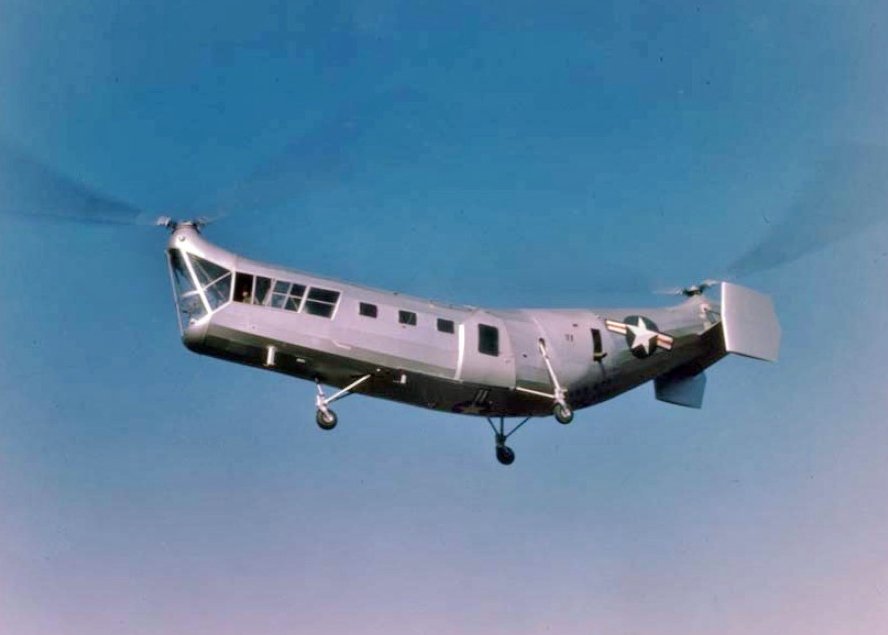
HRP-1G

- XHRP-1 — военное обозначение прототипа PV-3
- HRP-1 — серийная модификация, построено 35 машин (включая 2 HRP-1G для береговой охраны)
- HRP-2 — модификация с металлической обшивкой, построено 5 машин.

## Лётно-технические характеристики
Экипаж: 2
Грузоподъемность: 8 человек или 907 кг груза
Длина: 16.46 м
Диаметр несущих винтов: 2× 12.50 м
Высота: 4.52 м
Площадь, ометаемая несущим винтом: 245.30 m²
Вес (пустой): 2404 кг
Вес (взлетный): 3277 кг
Силовая установка: 1 × ПД Pratt & Whitney R-1340-AN-1, мощность 600 л.с
Максимальная скорость: 169 км/ч
Дальность: 483 км